# Mitreo dei marmi colorati
Il Mitreo dei marmi colorati (IV,IX,5) era un mitreo, luogo di culto del mitraismo, che si trovava nella regio IV della città romana di Ostia.

## Descrizione
In quella che era una caupona (osteria, bettola) del III sec. d.C., edificata fuori Porta Marina, accanto al Caseggiato delle due scale (IV,IX,6) e opposta alle Terme di Porta Marina (IV,X,1-2) da cui era separata da via della Marciana, che prende il nome da un mosaico che raffigura la lotta tra Eros e Pan, viene a installarsi, nel IV sec., un mitreo - l'unico extraurbano finora noto a Ostia - che trasforma completamente la destinazione d'uso dell'edificio. 
Rialzando un ambiente semi sotterraneo, si realizzò lo speculum mitraico, ossia l'aula di culto, che venne pavimentato con circa un migliaio di piccole lastrine irregolari di marmi colorati provenienti dai quattro angoli dell'Impero, tutte di reimpiego, che valgono al mitreo la sua attuale denominazione. Nella nicchia absidale dovevano trovarsi un thronum e un rilievo marmoreo, entrambi perduti. Lungo uno dei lati c'è un podium, anch'esso ricoperto dalle crustae marmoree e, in prossimità dell'ingresso, si trovano un pozzo e un'aiuola. Le pareti sono dipinte con una decorazione imitante il marmo. Affreschi decorano anche gli altri ambienti del complesso, nei quali si trovano anche dei graffiti legati al culto mitraico. Dopo neppure un secolo di vita, il complesso venne messo fuori uso e smantellato. Un successivo crollo ne sancì il definitivo abbandono.
Gli studiosi che lo hanno riportato alla luce nel 2014 ritengono che possa essere l'ultimo mitreo edificato nell'Impero Romano. Nell'edificio sono state ritrovate 192 monete romane, delle quali solo 25 in giacitura primaria, ovvero nello stesso spazio dove sono state abbandonate; tra queste un asse di Gordiano III (241-243 d.C.), un sesterzio,  un asse e un antoniniano di Treboniano Gallo (251-253 d.C.). La maggior parte delle monete risalgono all'epoca in cui l'edificio era utilizzato come caupona.